# Morris Sugden
Sir Theodore Morris Sugden (* 31. Dezember 1919 in Triangle bei Sowerby Bridge, West Yorkshire; † 3. Januar 1984) war ein englischer Chemiker (Physikalische Chemie).
Morris Sugden war der Sohn eines Angestellten in einer Mühle (Frederick Morris Sugden). Die Familie durchlief in der Depression der 1920er und 1930er Jahre schwere Zeiten. Sugden studierte ab 1938 Chemie am Jesus College der University of Cambridge. Er wurde Reader in Cambridge und 1964 Direktor des Shell Thornton Research Center in Chester (Chief Executive von Shell Research). Ab 1976 war er wieder in Cambridge als Master von Trinity Hall, was er bis zu seinem Tod 1984 blieb.
1975 erhielt er die Davy-Medaille. Im selben Jahr wurde er zum korrespondierenden Mitglied der Göttinger Akademie der Wissenschaften gewählt. Er war seit 1963 Fellow der Royal Society, deren Physical Secretary er 1978 wurde. 1979 veröffentlichte er als Vorsitzender einer Study Group der Royal Society einen Bericht über Luftverschmutzung und 1983 ein Buch über FCKW-Belastung der Atmosphäre.
Er befasste sich mit Verbrennungsvorgängen in Gasen. Der Sugden Award des Combustion Institute ist ihm zu Ehren benannt. Er wurde 1975 als Commander in den Order of the British Empire aufgenommen und 1893 als Knight Bachelor geadelt. 

## Schriften
- mit C. E. Kenney: Microwave Spectroscopy of Gases. 1965.